# Jeans (banda)
JNS (anteriormente conhecido como Jeans) é um girl group mexicano de música pop, iniciada em 1996, que teve seu primeiro ciclo encerrado em 2008. Em 2015, 4 das 11 integrantes oficiais se reencontraram a pedido dos fãs e o grupo segue ativo atualmente.

## História

### Começo e primeiro disco
O grupo começou, segundo a história oficial contada pelas integrantes, com o sonho de Paty de ter uma banda que cantasse e dançasse. Com o apoio da família Sirvent, Paty convidou as amigas Tabatha, Angie, Litzy e Bianca para participarem do projeto e juntas começaram a ter aulas de canto e dança. Bianca abandona o projeto antes de assinar contrato com a gravadora e o Jeans vira um quarteto. Com o lançamento do primeiro CD, que levou o mesmo nome, as jovens vão ganhando cada vez mais reconhecimento. Com as músicas Pepe e Me pongo mis Jeans o grupo logo alcançou grande popularidade entre crianças e jovens. 

### Segundo disco: 2.ª formação
Com todo o sucesso adquirido pelo grupo, logo foi planejado um segundo CD, mas Litzy e Tabatha decidem sair, a primeira para ter sua carreira solo e a segunda para se concentrar nos estudos. É feito um casting com várias meninas que gostariam de entrar para o grupo, e em seus lugares entram as promissoras Melissa e Karla, e com o grupo elas lançam sucessos como Estoy por Él, Enferma de Amor e La Ilusion del Primer Amor. 
Ao lançar o segundo disco elas são lançadas ao êxito total e suas músicas eram tocadas em várias rádios e elas convidadas a vários programas de televisão. Ganham pela primeira vez um disco de ouro pelas altas vendas do disco Porque Disimular? Com sua segunda formação tiveram suas maiores conquistas e inclusive cantaram ao Papa João Paulo II em sua passagem no México e ganharam também um especial de Natal na televisão do país.

### Terceiro disco: 3.ª formação
No ano de 1999 chega a hora de gravar um novo disco e elas se veem novamente confrontadas com mais uma saída de integrante: Melissa decide abandonar o grupo antes das novas gravações. Em seu lugar entra a jovem Regina, e com ela, Jeans gravam os singles: Dime que me amas, Solo vivo para ti, Muero por ti e Escaparé Contigo, mantendo o êxito do segundo trabalho no disco que recebeu o nome de Tr3s.Jeans. Por esse disco recebem seu segundo disco de ouro.

### Quarto disco: 4.ª formação e 5.ª formação

##### 1º volume
No final do ano 2000 é a vez de Angie sair. Com um contrato para ser cantora solo e querendo novos aprendizados ela diz adeus ao grupo e entra a atriz e cantora Dulce María. Além da novata o grupo muda de gravadora, o que as fazem muito bem e as deixam novamente com o ar juvenil do começo da carreira misturado no ponto certo com suas recém-adquirida juventude. Com Dulce gravam os êxitos Entre Azul y Buenas Noches, Corazón Confidente e Azul, singles que ficaram meses entre as músicas mais populares do México para o disco Cuarto Para Las Cuatro.

##### Saída de Dulce e Regina
Dulce María decide sair do grupo em Junho de 2002 para protagonizar uma novela chamada Clase 406. Para sua saida é realizado um grande concurso em conjunto com um canal de música muito popular no México, Telehit. Mais de 4 mil meninas se inscrevem e a grande vencedora é Valéria Mazza. As cinco se apresentam no Teatro Metropolitan, conhecida casa de espetáculo da Cidade do México, com Dulce fazendo todo o show e Valeria cantando uma música com Dulce.
Regina Murguía saiu apenas dois meses depois, alegando maus-tratos psicológicos e físicos. Sua saida foi o começo de um escândalo sem precedentes que atingiu de forma muito forte o grupo. Quem a substituiu foi outra concorrente do concurso chamada Amiel Tena.

#### 2º volume[7]
Com Paty Sirvent, Karla, Valeria Mazza e Amiel Tena, elas fazem o relançamento do cd Cuarto Para Las Cuatro com ritmos Norteños, popular ritmo mexicano, com as mesmas músicas regravadas por essa formação. A parte do escândalo que enfrentavam com as denuncias de abusos físicos e psicológicos, o estilo regional não lhes caem bem e o disco é um verdadeiro fracasso, não conquistando nenhuma música os primeiros lugares de popularidade no México.

### Quinto disco: 6ª formação[8]
Com mais uma mudança de gravadora, elas voltam ao pop em 2004 e uma nova integrante: Sabrina substituindo Valéria que precisou sair porque sua mãe encontrava-se muito doente. Com a nova formação mudam novamente de gravadora, gravam o Cd Ammore e lançam singles como Ammore, Como Duele, En Mala Hora e Loca de Amor, músicas animadas e divertidas que remetiam ao terceiro trabalho ao fazer uma grande mistura de sons e ritmos. O baque do disco grupero havia sido muito grande, elas conservavam uma base de fãs que eram fiéis ao grupo, porém não eram muitos.

### Sexto disco: 7.ª formação[9]
Em 2006 Amiel sai do grupo em uma confusa briga acusando o manager, Alejandro Sirvent, pai de Paty, de agredi-la e não pagar seu salário. Enquanto isso entrava a talentosa e bela Marcela, que trazia a imagem livre e independente que o grupo necessitava agora. Com uma imagem mais amadurecida e sem contrato com nenhuma gravadora, elas lançam o cd Porque Soy Libre e as músicas de trabalho Yo No Te Pido La Luna, Tu Falso Amor e La Mujer Maravilla. O último single desse CD já foi lançado sem Sabrina que deixou o grupo durante a divulgação desse material.

### Coletânea de sucesso[11], 3 integrantes[12]e fim do grupo[13].
Em 2008, elas anunciaram o fim da banda e lançaram o material em que comemoraram o aniversário de 12 anos reunindo em CD+DVD (que foi nomeado como Jeans: 12 Años) seus maiores sucessos e depoimentos de algumas ex integrantes que contavam suas experiências no grupo. Das novas versões, elas trabalharam com La Ilusion del Primer Amor e Estoy Por Él. O terceiro single deste material foi a única música inédita dele: Lo Que Siento.
O penúltimo single do Jeans foi enquanto estavam juntas foi uma música escrita por Paty em agradecimento e homenagem aos fãs: Fue Por Tí. O clipe continha imagens de todas as integrantes e de vários momentos do grupo. O último já fora lançando no fim: foi a nova versão de Entre Azul y Buenas Noches, gravado no Teatro Metropolitan no dia 19 de outubro de 2008 no último concerto delas como grupo.

## Jeans Dejavu
Em 2014, os boatos de um possível reencontro do grupo ganharam mais força e tornaram-se cada vez mais frequentes. Em uma foto postada por Karla em seu Instagram pessoal, via-se ela junto a Angie, Melissa e Paty Sirvent, a formação que cantou no segundo disco. Apesar disso, Paty negou que estariam planejando um reencontro. Todavia, a gravadora SonyMusic e a Produtora BoboProducciones entraram em contato com Karla, Angie, Melissa e Regina Murguía com uma proposta para voltarem a cantar juntas, elas aceitaram e em Junho de 2015 se apresentaram pela primeira vez.
A Recepção do publico foi animadora e calorosa. Logo elas começaram a fazer apresentações e shows. Um de seus shows, apenas para fãs convidados, foi gravado e transformado no Cd+DVD Jeans: Dejavu, onde elas cantam seus grandes sucessos e as inéditas: Aunque Hayas Dicho Adiós, Lo Que Queda de Mí e Dame Dame, que foi apresentado como o primeiro single desse retorno. Litzy canta como convidada especial o single Pepe, os cantores Ari Borovoy e Óscar Schwebel Arismendi, do exitoso grupo OV7 e managers responsáveis pelo reencontro, cantam Solo Vivo Para Tí e a Agrupación Cariño canta Entre Azul y Buenas Noches, em uma versão pouco aprovada pelos fãs.

### Shows no Auditório Nacional
Em novembro de 2015, uma semana depois de ter lançado o disco de maneira oficial durante um dos três shows lotados que elas fizeram no Teatro Metropolitan, o grupo recebe seu terceiro disco de ouro e a confirmação de sua primeira apresentação no Auditorio Nacional, a mais importante casa de espetáculos do México, para março de 2016. Nessa apresentação, com ingressos esgotados e que comemorou os 20 anos do grupo, as ex-integrantes Litzy e Dulce María foram confirmadas como convidadas. Dentre as surpresas da noite, durante a apresentação de Dime Que Me Amas, as quatro integrantes atuais se reuniram a seis ex-integrantes para cantar a música, ficando no palco 10 Jeans: Amiel, Angie, Dulce, Karla, Litzy, Marcela, Melissa, Regina, Sabrina e Tabatha. Foi o maior numero de integrantes reunidas do grupo já registrado, faltando apenas duas: Paty Sirvent e Valeria Mazza. Durante os ensaios para esse primeiro Auditório Nacional, Ari Borovoy confirmou uma segunda data, em junho de 2016, onde será realizado a gravação de um DVD+CD ao vivo.
O segundo show do grupo no Auditório foi realizado no dia 25 de Junho de 2016 e contou com a presença das ex-integrantes Litzy, Sabrina e Tabatha que cantaram dois Medleys de músicas que marcaram o grupo e Litzy que cantou também Pepe. Também estiveram o grupo OV7 e outro grupo mexicano chamado Calo. Uma terceira data em novembro de 2016 foi confirmada e também o lançamento do Bluray desse show de junho.

## Mudança do nome: JNS / retorno definitivo como grupo
Em novembro de 2016, o empresário da banda, Ari Borovoy, confirma a mudança de nome do grupo para JNS devido ao vencimento do contrato que foi firmado com os antigos empresários, a família Sirvent, e que não foi renovado. Elas continuarão cantando as músicas antigas, só não poderão usar mais o mesmo nome.
Com essa mudança, os planos de reencontro transformam-se em planos mais duradouros, com o grupo prometendo várias surpresas para os últimos meses de 2016 e o ano de 2017. A notícia da mudança de nome foi aceita com calma pelas atuais integrantes do grupo. Elas também foram confirmadas na 90's Pop Tour, turnê que reunirá grupos famosos da década de 90 no México.
Devido a Pandemia e ao isolamento no México, toda a tour e divulgação do grupo foi cancelado em 2020. Elas fizeram uma live paga, que foi gravada e posteriormente postada no Youtube cantando grandes êxitos, covers e algumas canções inéditas que elas gravaram já no reencontro.

## Problemas do grupo
Desde o começo do êxito elas já enfrentavam constantes problemas. Primeiro com Bianca, que seria filha de um poderoso executivo de uma gravadora no México, quando ela saiu da primeira tentativa de grupo, qualquer contato entre dita gravadora e o lançamento do Jeans foi cancelado.
Quando Litzy e, logo depois, Tabatha saíram e enquanto Karla e Melissa não entravam,  eram frequentes os boatos que o grupo encerraria sua carreira. Com o passar dos anos foram crescendo cada vez mais os boatos de agressão física e psicológica, falta de pagamento, brigas, preferências e proteções exageradas dos empresários do grupo em cima de algumas integrantes, a principal dela Patricia que era a filha do principal empresário: Alejandro Sirvent. Alguns escândalos ganharam notoriedade na Tv Mexicana, como Angie, que foi acusada de caluniar o grupo e denunciada por Alejandro Sirvent. Regina Murguía e Amiel Tena, que processaram o empresário por maus-tratos, descumprimento de pagamento e, no caso de Regina, por colocá-la para cantar em locais inapropriados (visto que quando começou no grupo só tinha 14 anos e, segundo ela, o grupo cantou em boates e casas noturnas).

## Integrantes

### Atualmente: 2016
- Angie Taddei (1995-2000/2015- atualmente)
- Karla Haydeé Diaz-Leal (1997-2008/2015- atualmente)
- Melissa Lopez (1997-1999/2015- atualmente)
- Regina Murguía (1999-2002/2015- atualmente)

### Ex-membros
- Litzy Vannya Domínguez Balderas (1995–1997)
- Tabatha Vizzuet Sepulveda (1995–1997).
- Dulce María (2000–2002).
- Valeria Maza Matheu (2002–2004).
- Elizabeth Amiel Tena Hernández (2002–2005).
- Sabrina Rodríguez Dalia Chiara (2004–2006).
- Marcela García Cruz (2005–2008).
- Patricia Sirvent Bartón (1995–2008).

## Sobre cada integrante
Paty Sirvent: Paty, como todos sempre a chamaram, era a filha do empresário do grupo, Alejandro Sirvent, e tinha 13 anos quando o grupo teve início. Seu irmão, Alex, era integrante de um famoso grupo masculino, Mercurio. Ao expor sua vontade de ser famosa e pertencer a um grupo feminino, os pais dela, Alejandro e a Sra. Patricia Sirvent, criaram o grupo e colocaram outras 3 meninas com ela. Paty foi a única que seguiu até o final dessa etapa no grupo, em 2008. Foi convidada ao reencontro, mas não quis estar. Se casou em 2010, teve uma filha e hoje concentra sua carreira no publico infantil.
Litzy: Também entrou com 13 anos ao grupo e era colega de escola de Paty. Tinha uma voz muito agradável e era a mais talentosa dessa primeira geração, por isso ficou responsável por cantar várias músicas. Foi a primeira a sair, em 1997, quando lhe foi oferecido um contrato para ser solista. Mais tarde também começou a atuar em telenovelas. Não participou do DVD comemorativo 12 años que reuniu várias ex-integrantes para relembrar seus tempos em Jeans e nem do show de despedida. Em compensação, já participou algumas vezes dos shows de reencontro.
Tabatha: A mais novinha do grupo na primeira geração, tinha 12 anos quando entrou. Era uma menina tímida e sorridente que era vizinha de Paty, por isso foi convidada a estar no grupo. Não teve muito espaço dentro do Jeans para demonstrar sua personalidade, foi a única ex-integrante original que voltou ao DVD de 12 años, mas não esteve no ultimo show do primeiro ciclo. Ao sair do grupo, fez parte de outro grupo feminino, chamado Twist, mas não obteve o mesmo êxito. Hoje é produtora, casada e mãe de gêmeos. Também participou como convidada especial da apresentação do grupo no Auditorio Nacional em 2016.
Angie: De origem argentina, entrou no grupo com 15 anos e era filha de uma amiga da mãe de Paty. Angie sempre teve muita presença no grupo, tanto no palco quanto em entrevistas. A partir do segundo disco, com a saída de Litzy e Tabatha, passou a cantar mais. É uma integrante extremamente popular por sua desenvoltura e carisma. Foi responsável por vários momentos ruins de outras meninas que entraram no grupo, uma vez que como ela mesma já assumiu, era um pouco malvada com as novatas. Depois de sua passagem pelo grupo, sua saída foi após o Três.Jeans, e sua tentativa de ser cantora solo, virou apresentadora junto com Melissa, de quem se tornou grande amiga. É casada e tem um filho. Sempre foi muito segura de que não voltaria para um reencontro, mas acabou sendo convencida por suas atuais companheiras e é a única integrante original na formação atual do grupo.
Melissa: Entrou para substituir Litzy com 14 anos, através de um pequeno concurso feito com poucas meninas, de onde também saiu Karla. Chegou a ensaiar com Tabatha, que saiu pouco tempo depois de sua entrada. Muito educada, Melissa tinha uma personalidade mais serena e sua voz foi muito bem utilizada no segundo disco do grupo. Por ser mais branda, sofreu uma certa perseguição por parte de Angie e Paty. Decidiu sair do grupo em 1999, antes de gravar o terceiro álbum e na coletiva garantiu que não foi por problemas internos. Anos depois confirmou que foi por brigas entre suas ex-colegas e também com a Sra. Patricia Sirvent. Ficou alguns anos desaparecida da mídia depois de sua saída, mas em 2005, junto a Angie e outra amiga, lança um programa de músicas em um canal musical no México. Melissa é casada, mas não têm filhos. Não participou de nada referente ao Jeans no fim de sua primeira etapa, mas voltou e hoje faz parte do reencontro do grupo.
Karla: Karlita, como ficou conhecida, entrou para o grupo com 13 anos, mas parecia ter 9. Sofreu um pouco para firmar sua imagem como uma Jeans, mas a partir do seu segundo disco com o grupo, que viria a ser Tres.Jeans, sua imagem passou a ser mais equilibrada com a de suas colegas. Entrou em 1997 e ficou até o fim do grupo, em 2008. Sua voz, que foi pouco aproveitada no primeiro disco que gravou, acabou virando a marca do grupo nos que seguiram. Os fãs têm um grande carinho por ela e é uma das mais populares Jeans entre todas as integrantes. Foi a que ficou mais tempo no grupo depois de Paty. Investiu em ser modelo e cantora solo, mas foi uma das mais entusiasmadas ao reencontro. Seu nome era dado como certo em qualquer nota que saia e é a mais emocionada de estar de volta como integrante do grupo.
Regina: Reja entrou com 13 anos e em um primeiro momento foi muito tímida. Pouco a pouco foi conquistando o espaço deixado por Mel e sua personalidade crescendo dentro do grupo. Com a saída de Angie, sua personalidade se expandiu e ela se tornou a mais animada de todas. Também era muito sexy e bonita. Sua voz não foi ouvida em Três.Jeans, mas é bem utilizada em Cuarto Para Las Cuatro. Deixou o grupo acusando os empresário, Patricia e Alejandro Sirvent, de maltrata-la. Tornou-se modelo, atriz e chegou a participar do DVD 12 años, mas sem se apresentar no show. Voltou ao grupo no reencontro de 2015/6.
Dulce María: Candy, como era chamada por suas companheiras, entrou com 15 anos no grupo, no final dos anos 2000, substituindo Angie. Havia sido chamada, anteriormente, para substituir Tabatha, mas não pôde por seus compromissos profissionais com o grupo Kids. Teve uma grande responsabilidade ao assumir a vaga de uma das integrantes mais queridas do grupo, mas foi muito bem recebida pelos fãs. Sua voz foi muito utilizada no único disco que gravou. Saiu para protagonizar a novela Clase 406, do produtor Pedro Damián, e deveria voltar ao grupo tão logo a novela acabasse. Damián, no entanto, a chamou para seu projeto seguinte, a novela Rebelde, e a Televisa acabou pagando pelo rompimento do contrato de Dulce. Nunca disse nada de ruim sobre o grupo, mas durante algum tempo rejeitou bastante o apelido que recebeu dentro do grupo. Participou do DVD de 12 años, mas não esteve no ultimo show do grupo em 2008. Convidada a participar do reencontro em 2016, fez uma participação especial no show do Auditório Nacional, em março de 2016. Em 2017, Dulce fez participação em dois shows da 90's Pop Tour com o grupo, cantando 'Entre Azul y Buenas Noches'. Uma das apresentações entrou no DVD "90's Pop Tour Vol. 2".
Valéria: Valéria, de origem guatemalteca, entrou no grupo com 18 anos para substituir Dulce depois de passar por uma seleção com mais de 5 mil meninas. Chegou a se apresentar ao lado de Regina durante o mês de julho de 2002, mas ela se foi em agosto. Val, como era carinhosamente chamada, era alegre e entregada aos fãs. Sua voz foi pouco aproveitada, seu período foi um fracasso e ela não ficou muito tempo no grupo, saindo no começo de 2004. Depois de sua saida, Valeria foi apresentadora de um programa de TV na Guatemala, mas hoje vive fora dos holofotes e quase não têm contato com ninguém, apenas com Amiel, única com quem manteve amizade. Hoje é casada e mãe de um menino. Apesar de convidada, não voltou para participar do Auditório Nacional.
Amiel: Amy, seu apelido, também se deu a conhecer no concurso para substituir Dulce, mas entrou apenas dois meses depois, quando Regina saiu, com 19 anos. Com uma personalidade doce, sempre foi muito carinhosa e próxima aos fãs. Foi pouco aproveitada no disco norteño, mas sua voz é a principal do disco Ammore. Foi outra saída escandalosa do Jeans, onde também acusou os empresários e suas companheiras de maltrato psicológico. Amy é casada, mas não têm filhos. Participou do DVD de 12 años, do show de despedida e nunca mostrou rancor ou desgosto com seu tempo no Jeans. Participou do show no Auditório Nacional como convidada. Hoje segue sendo cantora e faz vários covers a pedido dos fãs.
Sabrina: Sabri entrou no grupo convidada pela própria Paty Sirvent, mas não chegou a tempo de gravar Ammore, sua voz ali é de uma backing vocal da banda. Inteligente e articulada, fala inglês e italiano com fluência. Em Porque Soy Libre canta algumas canções, mas poucas. Saiu antes do fim da divulgação do disco, sem muitas explicações. Depois do grupo se casou e é mãe de uma menina. Participou do DVD 12 años e do ultimo concerto. Esteve como convidada no Auditório Nacional. Hoje não tem vida publica, trabalha com relações internacionais.
Marcela: A ultima a entrar no grupo, substituiu Amiel. Dona de uma voz linda, Marce liderou o ultimo disco de inéditas gravadas em estúdio, a coletânea de 12 años e também o ultimo show ao vivo. Carismática, talentosa e inteligente, ela foi uma grande aquisição para o grupo, que depois de tantos tropeços já seguia para o fim. Foi a ultima integrante a entrar e ficou depois da saída de Sabrina até o fim do grupo. Depois do grupo, apresentou alguns programas, se casou, mas se afastou um pouco da mídia. Apesar de afirmar que já tinha um disco solo, ele nunca foi lançado. Foi convidada do show no Auditório Nacional.

## Curiosidades
- Bianca, uma garota que originalmente havia sido convidada para participar do grupo, era filha de um importante empresário de uma gravadora, mas não foi a que as Jeans originais firmaram contrato.
- O cd Porque Soy Libre teve uma grande aceitação na Itália, e elas chegaram a ir divulgá-lo por lá.
- Em 2002 o grupo estava planejando seu primeiro Auditório Nacional, mas por motivos nunca conhecidos esse show não se realizou.
- Houve boatos que havia relações entre as meninas do grupo com garotos de outros grupos latinos como o Mercúrio e o Ciao Mama. Karla e Paty negam, mas Angie e Regina confirmam algumas histórias.
- Com a formação de Cuarto Para Las Cuatro, o grupo foi convidado para gravar uma música que estaria na trilha sonora de uma novela da Televisa. A música, intitulada como Inseparables, foi gravada e entregue, mas nunca entrou na novela em questão. Anos depois ela vazou para os fãs. Inseparables, que foi composta pelo irmão de Paty, Alex Sirvent, foi também gravada por ele e pelo elenco Corazones Al Limite e ele chegou a canta-la no ultimo capítulo da novela.
- Valéria foi um nome de grande impasse no concurso para substituir Dulce. Ela não esteve em uma das provas e ao anunciar as 5 integrantes que ficariam, foi anunciado o nome de uma garota chamada Mayté Tanguma, que foi desclassificada pouco tempo depois e substituída por Valeria. Há boatos de que com a saída de Mayté, Alejandro Sirvent fez um grande esforço para que Valéria fosse aceita como integrante, pondo em duvidas a autenticidade do concurso feito em parceria com o canal Telehit.
- Angie e Melissa apareceram em um programa de humor no México onde tentavam ensinar 4 meninas, eram na verdade humoristas homens vestidos de mulheres, a dançar uma das músicas do grupo. O programa, na verdade, faz chacota a música e ao estilo da banda.
- Várias vezes elas cantaram com apenas 3 integrantes, devido quase sempre a alguma que saia antes do fim da promoção de um disco ou do pouco tempo para encontrar e treinar uma nova cantora. Isso rendeu alguns boatos sobre o fim do grupo, como quando em um concurso de beleza em 1997 cantaram apenas Angie, Paty e Tabatha, e também sobre a saida: como quando Dulce começou a faltar por causa das gravações de Clase 406, Regina, Amiel e Sabrina que faltaram sem explicações.
- Houve algumas vezes que também cantaram em cinco no palco: no show de despedida da primeira etapa, quando Amiel e Sabrina entraram para cantar com Paty, Karla e Marcela a música Fue Por Ti, no show que virou DVD para fãs convidados no Metropolitan, com Litzy de convidada das quatro Jeans atuais, repetindo essa performance algumas vezes depois, e com Dulce no Auditório Nacional.
- Houve também acusações de que quando queriam que uma cantora não fizesse mais parte do grupo, eles desligavam seu microfone durante os shows.
- Logo que Valéria saiu, antes da entrada de Sabrina, eles tentaram uma formação com cinco integrantes, as três 'velhas': Amiel, Karla e Paty e duas novatas: Katia e Miriam. A formação, no entanto, não foi aprovada pela gravadora.
- Angie, Melissa, Regina e Dulce María encabeçaram uma campanha de moda jovem onde testaram uma possível imagem para uma nova banda feminina, mas Dulce estava a ponto de integrar-se em Rebelde.
- A ultima formação, Marcela, Paty e Karla, gravaram em 2007, um piloto especial para o que seria uma novela juvenil, chamada Ídolos de Juventud, em uma televisão latina nos EUA, mas esse projeto acabou não sendo aprovado.
- Nenhum dos discos de estúdio foram gravados no México: o 1º foi em Los Angeles, Estado Unidos, o 2º e 3º na Espanha, o 4º volume 1 na Itália, volume 2 nos EUA, 5º e 6º na Itália, assim como o comemorativo de 12 años.
- Melissa e Regina confirmaram em um programa que antes do show que elas gravaram o cd+DVD Dejavú elas tiveram um pequeno desentendimento, mas por causa da ansiedade e do nervosismo.
- O primeiro show no Auditório Nacional foi responsável pelo maior reencontro de integrantes documentado até hoje: 10 de 12 Jeans estiveram presentes. São elas, as quatro integrantes que estão no reencontro oficial hoje, Angie, Karla, Melissa e Regina, além de Litzy, Tabatha, Dulce María, Amiel, Sabrina e Marcela. As ausentes foram Paty Sirvent e Valeria Mazza.

## Discografía

### Álbuns de estudio
- 1996 - Jeans (EMI)
- 1998 - ¿Por qué disimular? (EMI)
- 1999 - //:Tr3s.Jeans (EMI).
- 2001 - Cuarto para las cuatro (Sony BMG Music Entertainment)
- 2003 - Cuarto para las cuatro II (Sony BMG Music Entertainment)
- 2004 - Ammore (Univisión Music)
- 2006 - Porque soy libre (Independiente)
- 2017 - Metamorfosis (Sony Music Entertainment)

### Coletâneas
- 2001 - Lo Mejor de Jeans (EMI)
- 2008 - Jeans: 12 años (Independiente)

### Álbuns ao vivo
- 2008 -  El ultimo adiós de Jeans
- 2015 - Dejavú ( Sony Music Entertainment )
- 2016 -  20 años En Vivo

## Videografia
- Pepe
- Me Pongo Mis Jeans
- Estoy Por Él
- Enferma De Amor
- La Ilusion Del Primer Amor
- Dime Que Me Amas
- Solo Vivo Para Ti
- Entre Azul Y Buenas Noches
- Corazon Confidente
- Azul
- Corazon Confidente (Versão Grupero/Norteña)
- Ammore
- En Mala Hora (Vídeo Gravado Por Um Programa De Tv)
- Yo No Te Pido La Luna
- Tu Falso Amor
- La Ilusion Del Primer Amor
- Estoy Por Él
- Fue Por Ti
- Entre Azul Y Buenas Noches (Gravado No Último Concerto)
- Dame, Dame (Gravado em show especial)
- Enferma de Amor (Gravado em show especial)
- Dime Que Me Amas (Gravado em show especial)
- Solo Vivo Para Ti (Gravado no Auditorio Nacional em Julho de 2016)
- Aún Sin Ti
- "Me Haces Tanto Bien"
- "Si Sabías Bien"